# Iglesia de Nuestra Señora del Carmen (Alicante)
La Iglesia de Nuestra Señora del Carmen está situada en la avenida de los Ejércitos Españoles del barrio de alicantino de Virgen del Carmen (España). Fue construida en 1959 con proyecto del arquitecto Francisco Muñoz Llorens.
La antigua Barriada Francisco Franco, popularmente Las Mil Viviendas, de 1956, recae a la carretera de Villafranqueza y es la primera actuación residencial pública de la posguerra, que realizada en el sector norte de crecimiento de Alicante, se encuentra descolgada del casco urbano, de forma que la comunicación con el conjunto de la ciudad era muy precaria, lo que hacía a este barrio funcionar de manera muy precaria con el resto de la ciudad de Alicante.
Hoy, el barrio original ha sido demolido y sustituido por nueva edificación, ya que el conjunto edificado inicialmente estaba en muy mal estado de conservación, siendo este edificio el único que ha sobrevivido de la barriada que pasó a llevar el nombre de la Virgen del Carmen, advocación de su iglesia.
Su situación urbanística es de gran relevancia, ya que ocupó el lugar central de toda la actuación y es, por tanto el espacio más accesible. Sin embargo, en relación con esta posición, parece que esta pequeña iglesia no quisiera tomar protagonismo urbano, para quedar configurada como una construcción de carácter rural.

## Descripción
Su planta es trapezoidal y del lado menor, el del presbiterio, salen sendas alas que contienen los locales parroquiales anejos a la nave. La forma de trapecio al que se accede por el lado mayor, acentúa el efecto de espacialidad y de profundidad, lo que se nos muestra como un recurso de la arquitectura barroca que, sin embargo, no se manifiesta en ninguno de los signos de este edificio que busca mucho más su identificación con la arquitectura rural, como en la forma en que la cubierta baja hacia el atrio de entrada, en la utilización del ladrillo y los revestimientos pintados de blanco, en la forma de interpretar el claroscuro y los muros limpios sin la presencia de aditamentos que enturbien la limpieza y simplicidad de la construcción, de la que se pretende sacar toda su capacidad expresiva.